# ズーニー川
ズーニー川（ズーニーがわ、英語：Zuni River または Zuñi River）は、アメリカ合衆国の川で、リトルコロラド川の支流である。名称はこの川のほとりに古来より住み続けてきたズニ・プエブロにちなむ。水源はロッキー山脈分水界のニューメキシコ州シボラ郡にあり、そこからおおむね南西向きに、ズニインディアン居留地を通って流れ、アリゾナ州の北東部でリトルコロラド川に合流している。全長はおよそ145kmである。
ズニ・プエブロにとっての聖なる川である。